# Kurt Treptow
Kurt Treptow, numit în prezent August Kurt Brackob, (n. 15 decembrie 1962, Shawano, Wisconsin, SUA) este un cetățean român și american condamnat în România pentru pedofilie.
A absolvit Universitatea din Illinois și a sosit în România prima dată în anii 1980,
după care s-a întors în 1994 la Iași, unde a înființat fundația „Centrul pentru Studii Românești”, care avea ca scop promovarea istoriei și culturii românești în lume. A predat timp de câțiva ani și la Universitatea Alexandru Ioan Cuza din Iași. Kurt Treptow a publicat mai multe lucrări împreună cu fostul președinte al CNSAS, Gheorghe Onișoru, și cu istoricul Gheorghe Buzatu. În colaborare cu Institutul de Istorie „A. D. Xenopol”, din Iași, în 1999, a editat mai multe monografii despre istoria românilor.
Pe 11 decembrie 2002 a fost acuzat, iar în martie 2003 a fost condamnat de magistrații din Iași la șapte ani de închisoare pentru corupere sexuală, perversiune sexuală cu minori și acte sexuale cu minori. În timpul procesului, procurorii au adus drept dovezi în instanță mai multe filme și fotografii în care Treptow apărea în posturi sexuale alături de două fete, de 14 și 9 ani.
În dosar au fost anexate fotografii cu alți cinci copii, printre care și doi băieți, cu vârste cuprinse între 7 și 14 ani, în care aceștia fac sex anal și oral cu Treptow. Acestea nu au fost considerate probe, deoarece nu au existat plângeri din partea părinților. Procesul a început după ce părinții uneia dintre fetițe, în vârstă de 7 ani la acea vreme, au făcut plângere penală împotriva lui Treptow.
A fost eliberat condiționat la data de 28 februarie 2007, beneficiind de o reducere a pedepsei pentru publicarea unei cărți în timpul detenției.
După eliberare, Treptow a plecat în Statele Unite ale Americii, unde și-a schimbat numele în August Kurt Brackob, și a început să activeze în cadrul Partidului Libertarian din Nevada, fiind ales în funcția de trezorier. După ce s-a aflat despre condamnarea sa în România, Partidul Libertarian a publicat un articol în care i se ia apărarea, sugerându-se că procesul de care a avut parte în România ar fi fost viciat. Rezultatul procesului este însă recunoscut ca valid de autoritățile americane, iar Brackob este trecut pe lista publică a persoanelor domiciliate în Nevada cu cazier în domeniul infracțiunilor sexuale. Ulterior, Partidul Libertarian din Nevada a revenit asupra poziției sale, și a recunoscut crimele comise de Treptow, luând decizia de a-l demite din funcția de trezorier, și negând declarațiile acestuia conform cărora și-ar fi dat singur demisia.